# All your base are belong to us

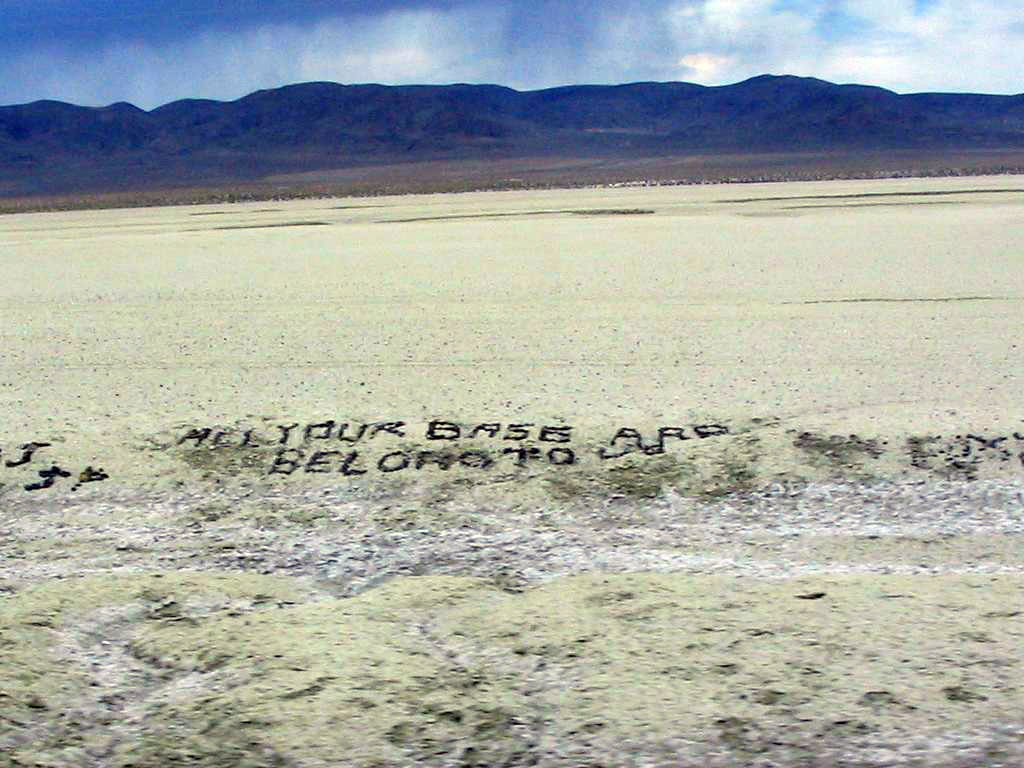
De zin langs U.S. Route 50, Nevada

All your base are belong to us is een citaat uit het computerspel Zero Wing en een bekend voorbeeld van Jenglish, de Japanse variant van steenkolenengels, dat begin 21e eeuw een internetfenomeen werd. Het wordt soms ook afgekort tot AYBABTU.

## Geschiedenis
De kreet is afkomstig uit het computerspel Zero Wing en wel specifiek de Sega Mega Drive-versie die in 1989 uitkwam. In de ondertiteling van de introductiescène van dit oorspronkelijk Japanse spel spreekt het personage Cats de legendarische woorden. Hieronder de complete tekst:
In A.D. 2101
War was beginning.
Captain: What happen?
Mechanic: Somebody set up us the bomb.
Operator: We get signal.
Captain: What!
Operator: Main screen turn on.
Captain: It's You!!
Cats: How are you gentlemen!!
Cats: All your base are belong to us.
Cats: You are on the way to destruction.
Captain: What you say!!
Cats: You have no chance to survive make your time.
Cats: Ha Ha Ha Ha ....
Operator: Captain!!
Captain: Take off every 'Zig'!!
Captain: You know what you doing.
Captain: Move 'Zig'.
Captain: For great justice.
Sindsdien is er een hele internetcultus rondom deze zin ontstaan.
Verschillende groepen gebruiken ook de laatste zin "for great justice" als slogan. Ook varianten van "move 'zig'" (hetgeen op iets als "let's roll" lijkt) (een 'zig' was de benaming van het type vliegtuig dat de speler in Zero Wing bestuurde) en "Somebody set up us the bomb" ("oh oh") worden gebruikt.
Van het AYBABTU-fenomeen wordt steeds opnieuw gezegd dat het voorbij is, maar het komt toch nog steeds voor op internet. Sommige spelers van multiplayer-spellen als Counter-Strike zijn van servers verbannen omdat ze de zin steeds maar bleven herhalen.

## Computerspellen
Ook in commerciële computerspellen komen verwijzingen naar AYBABTU voor. Enkele voorbeelden:
- Quake III Team Arena bevat een level dat "All your Base Are Belong To Us" heet;
- In Warcraft III zijn "AllYourBaseAreBelongToUs" en "SomeBodySetUpUsTheBomb" geheime codes ;
- In Civilization III start de Japanse leider zijn diplomatieke gesprekken soms met de zin "All your base are belong to us."
- In Max Payne, Guitar Hero 5 en Red Alert 3 komt de slogan voor. Een bord in het trainingslevel maakt reclame voor een "Tar Cafe" dat is gevestigd op "615 ALL YOUR BASE ARE...";
- In Call of Duty: Modern Warfare 2 is een titel vrij te spelen waar "All your base..." op staat;
- Als je in het spel Scribblenauts (Nds) "all your base are belong to us" typt, komt er een base, met een futuristisch persoon erin;
- In het spel Rome: Total War komt de zin soms langs bij onderhandelingen met Egypte;
- Als je in het online-spel RuneScape "All your base are belong to us" typt in het Note-systeem, komt er "orly?" te staan;
- In Dead Island (PC/Xbox 360/Ps3) is "Somebody set up us the bomb" een challenge;
- In Mafia II kan je in chapter 6 op het gevangenisplein een eenzaam personage zien zitten die aan het raaskallen is, een van de zinnen die hij herhaalt is "All your base, aaaall your base are belong to us";
- In Bouncer game (android) zeggen de klanten regelmatig "all your base are belong to us" tegen de uitsmijter;
- In Battlefield 3 kunnen Premium-spelers de SCAR-L vrijspelen door bepaalde doelen in het spel te bereiken. Deze uitdaging draagt de naam "Set us up the bomb".[1] Daarnaast kan men door doelen te veroveren in de Conquest-mode, een dog-tag vrijspelen waar "All Your Base" op te lezen is (waarvan enkele letters echter niet leesbaar zijn);
- In het realtimestrategiespel Empire Earth is "all your base are belong to us" een code die de speler voorziet van alle grondstoffen en met de code "somebody set up us the bomb" win je het spel;
- In Europa Universalis IV ontvangt de speler een achievement met de titel "All Your Trade Are Belong To Us" wanneer de speler de handel in Europa domineert.

## Michigan
Op 1 april 2003 plaatsten zeven mannen, variërend in leeftijd van 17 tot 20 jaar, overal in het plaatsje Sturgis in de Amerikaanse staat Michigan borden met de tekst "All your base are belong to us. You have no chance to survive make your time". Ze verklaarden dat het een 1 aprilgrap was, waarbij ze de beroemde Flash-animatie nadeden waarin de slogan keer op keer herhaald wordt. Helaas voor de mannen begrepen veel van hun plaatsgenoten de grap niet. Ze waren verbolgen over het feit dat de borden waren neergezet terwijl de VS in oorlog waren met Irak. Volgens de politiechef van het stadje kon in de borden eventueel een terroristische dreiging worden gezien.